# Gudmund Söderin
Erik Gudmund Eriksson Söderin (Östersund, 10 ottobre 1952) è un ex sciatore alpino svedese.

## Biografia
Söderin, specialista delle prove tecniche originario di Frösön di Östersund, ai Mondiali di Sankt Moritz 1974, suo debutto internazionale, si classificò 6º nello slalom speciale; in Coppa del Mondo esordì il 19 gennaio 1975 a Kitzbühel nella medesima specialità, senza completare la gara, e ottenne l'unico piazzamento il 21 dicembre 1975 a Schladming sempre in slalom speciale (26º). Ai XII Giochi olimpici invernali di Innsbruck 1976, sua unica presenza olimpica, non completò né lo slalom gigante né lo slalom speciale, sue ultime gare in carriera.